# Finlande aux Jeux olympiques d'été de 1972
La Finlande participe aux Jeux olympiques d'été de 1972 à Munich en Allemagne de l'Ouest. 96 athlètes finlandais, 89 hommes et 7 femmes, ont participé à 75 compétitions dans 16 sports. Ils y ont obtenu huit médailles : trois d'or, une d'argent et huit de bronze.

## Médailles
| Médaille | Discipline         | Épreuve                         | Athlète                                     | Performance | Date |
| -------- | ------------------ | ------------------------------- | ------------------------------------------- | ----------- | ---- |
| Or       | Athlétisme         | 1500 mètres hommes              | Pekka Vasala                                |             |      |
| Or       | Athlétisme         | 5000 mètres hommes              | Lasse Virén                                 |             |      |
| Or       | Athlétisme         | 10000 mètres hommes             | Lasse Virén                                 |             |      |
| Argent   | Boxe               | Poids moyens                    | Reima Virtanen                              |             |      |
| Bronze   | Athlétisme         | 3000 mètres steeple hommes      | Tapio Kantanen                              |             |      |
| Bronze   | Tir à l'arc        | Hommes                          | Kyoesti Laasonen                            |             |      |
| Bronze   | Pentathlon moderne | Par équipe                      | Risto Hurme, Veikko Salminen, Martti Ketelä |             |      |
| Bronze   | Lutte              | Lutte gréco-romaine - poids coq | Risto Björlin                               |             |      |